# Krimpenerwaard

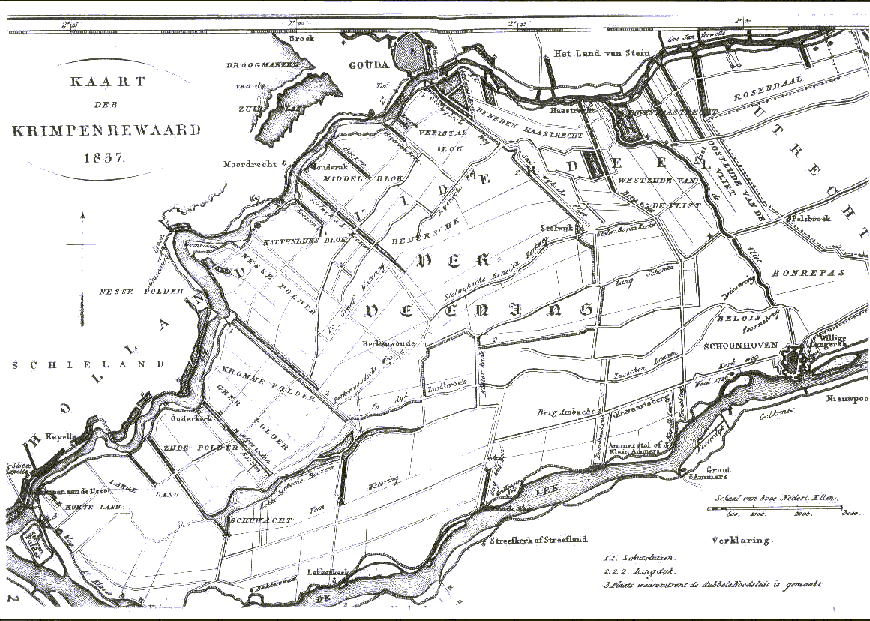
Krimpenerwaard en 1837

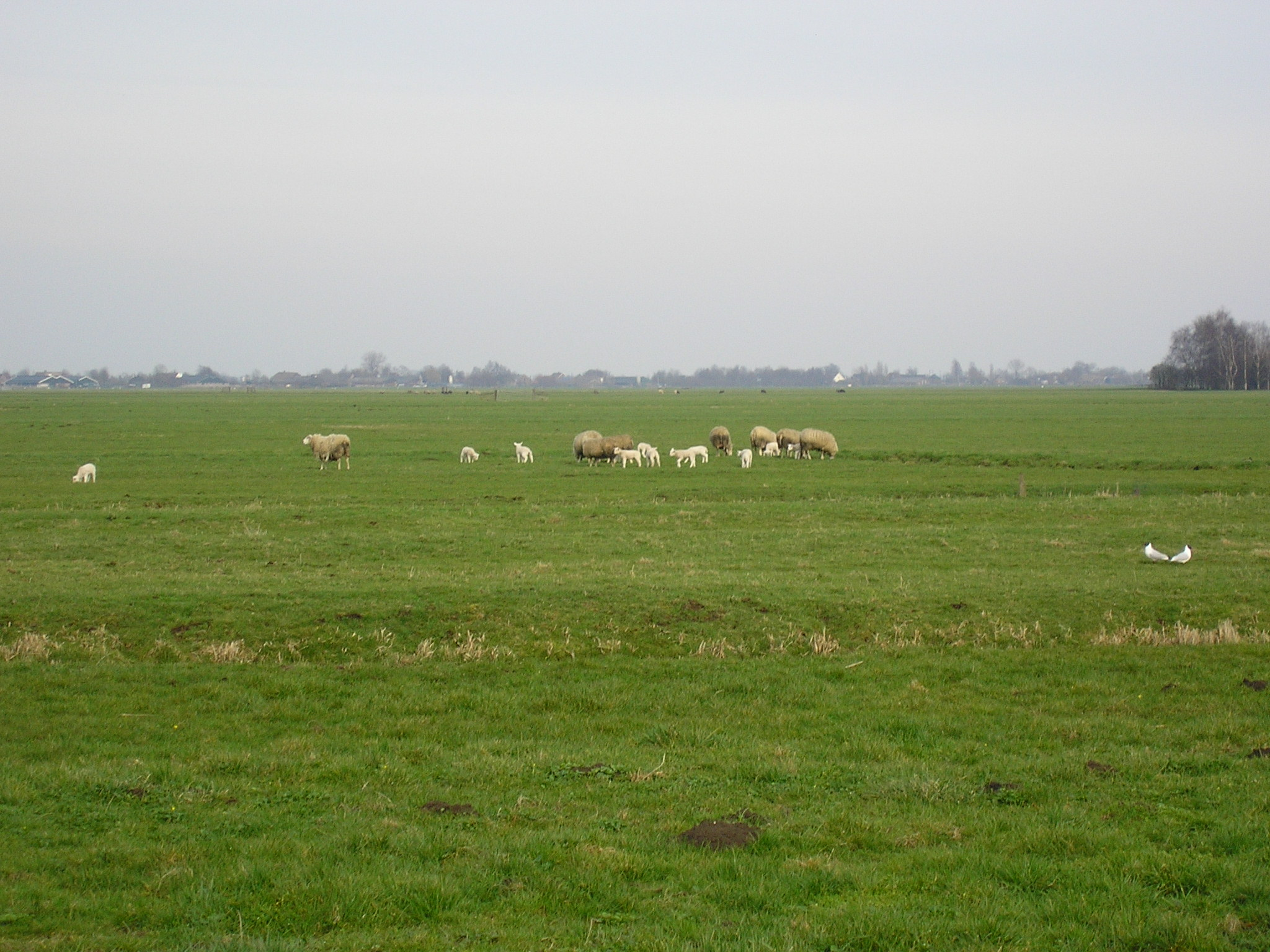
Un polder du Krimpenerwaard, près de Vlist

Le Krimpenerwaard est un waard néerlandais, c'est-à-dire une région ou un territoire entièrement entouré de cours d'eau, situé dans la partie orientale de la province de la Hollande-Méridionale.
Il est entouré par le Lek au sud, l'Yssel hollandais au nord et le Vlist à l'est. Il tire son nom des deux localités de Krimpen (Krimpen aan den IJssel et Krimpen aan de Lek) situées à l'extrémité ouest de la région. En outre, la région comporte notamment les villes et villages de Schoonhoven, Bergambacht, Stolwijk, Ammerstol, Haastrecht, Berkenwoude, Lekkerkerk, Vlist, Gouderak et Ouderkerk aan den IJssel. La superficie du Krimpenerwaard s'élève à environ 13 500 hectares. La hauteur moyenne de la région est de -2 m en dessous du niveau de la mer (-2 m NAP).
À l'est se trouve le Lopikerwaard, au sud l'Alblasserwaard et au nord-ouest le Zuidplaspolder.
La région est mentionnée dès 944.